# 蘇菲·森那
蘇菲·森那（英語：Sophie Sumner，1990年1月15日—），英國模特兒，為《全美超級模特兒新秀大賽》第十八季冠軍。她來自英國牛津。

## 全美超級模特兒新秀大賽／全英超級模特兒新秀大賽
2009年，蘇菲參與全英超級模特兒新秀大賽第五季，獲得亞軍；
2012年，蘇菲參與全美超級模特兒新秀大賽第十八季，還成為冠軍。